# Ялас, Юсси
Ю́сси Я́лас (фин. Jussi Jalas; настоящее имя А́рмас Ю́сси Ве́йкко Блу́мстедт фин. Armas Jussi Veikko Blomstedt; 23 июня 1908, Йювяскюля, Великое княжество Финляндское, Российская империя — 11 октября 1985, Хельсинки, Финляндия) — финский дирижёр, пианист и педагог.

## Биография
Родился в семье архитектора Юрьё Блумстедта (фин. Yrjö Blomstedt; 1871—1912). В 1923—1930 годах учился музыке в Академия имени Сибелиуса, продолжив своё образование в 1933—1934 годах в Париже у Владимира Поля, Пьера Монтё, Рене-Батона. Вернувшись в Хельсинки становится востребованным пианистом и дирижёром. В 1930—1945 годах — дирижёр оркестра Финского национального театра. С 1943 года начал выступать под псевдонимом. В 1958—1973 годах главный дирижёр Финской национальной оперы. Много гастролировал за рубежом, в частности неоднократно в Советском Союзе. Перевёл на финский язык либретто многих русских опер («Катерина Измайлова» и другие). С 1945 года преподавал в своей альма-матер, где в 1965 году становится профессором. Автор симфоний, фортепианных сочинений и обработок народных финских мелодий.
Был женат на дочери Яна Сибелиуса Маргарете.
Среди его известных учеников - композитор Эрик Форделль.

## Награды
- 1954 — Pro Finlandia